# Liste des épisodes de Ça bulle !
Ça bulle ! est une série télévisée d’animation américaine créée par Noah Z. Jones et diffusée depuis le 24 septembre 2010 sur Disney Channel.
En France, la série est diffusée à partir du 14 février 2011 sur Disney Channel France, et sur M6 depuis le 9 janvier 2012.

## Périodicité
| Saison | Saison | Épisodes (segments) | États-Unis       | États-Unis      | France                                                | France            |
| Saison | Saison | Épisodes (segments) | Début de saison  | Fin de saison   | Début de saison                                       | Fin de saison     |
| ------ | ------ | ------------------- | ---------------- | --------------- | ----------------------------------------------------- | ----------------- |
|        | 1      | 20 (20)             | 6 septembre 2010 | 7 novembre 2011 | 11 février 2011 (extrait) 14 février 2011 (diffusion) | 7 mars 2012       |
|        | 2      | 21 (65)             | 14 novembre 2011 | 4 mars 2013     | 14 mars 2012                                          | 20 septembre 2013 |
|        | 3      | 28 (89)             | 11 mars 2013     | 31 mars 2014    | 10 décembre 2013                                      | 11 juin 2014      |

## Épisodes

### Première saison (2010-2011)
| №  | #   | Titre français                        | Titre original                                  | Première diffusion | Première diffusion |
| -- | --- | ------------------------------------- | ----------------------------------------------- | ------------------ | ------------------ |
| 1  | 1a  | La Photo de classe                    | Bea Stays in the Picture                        | 6 septembre 2010   | 11 février 2011    |
| 1  | 1b  | Soirée pyjaquarium                    | Fish Sleepover Party                            | 13 septembre 2010  | 14 février 2011    |
| 2  | 2a  | Virée en plein air                    | Fish Out of Water                               | 20 septembre 2010  | 11 février 2011    |
| 2  | 2b  | L'Amour d'Oscar                       | Doris Flores Gorgeous                           | 27 septembre 2010  | 15 février 2011    |
| 3  | 3a  | Le Porteur d'eau                      | Underwater Boy                                  | 4 octobre 2010     | 15 février 2011    |
| 3  | 3b  | Joyeux Anniversaire, Jean Poulpieuvre | Happy Birthfish, Jocktopus                      | 11 octobre 2010    | 14 février 2011    |
| 4  | 4a  | Béa devient une adulte                | Bea Becomes an Adult Fish                       | 18 octobre 2010    | 16 février 2011    |
| 4  | 4b  | Une Vie de Chien                      | Doggnit                                         | 25 octobre 2010    | 16 février 2011    |
| 5  | 5a  | La Reine Béa                          | Queen Bea                                       | 1er novembre 2010  | 18 février 2011    |
| 5  | 5b  | Révisons à haut risque                | Fail Fish                                       | 8 novembre 2010    | 17 février 2011    |
| 6  | 6a  | RIre à en perdre ses écailles         | Funny Fish                                      | 15 novembre 2010   | 17 février 2011    |
| 6  | 6b  | Super Baldwin                         | Baldwin the Super Fish                          | 22 novembre 2010   | 18 février 2011    |
| 7  | 7a  | Danse avec les loups de mer           | Dances with Wolf Fish                           | 29 novembre 2010   | 21 février 2011    |
| 7  | 7b  | Oscar le preux chevalier              | The Tale of Sir Oscar Fish                      | 3 janvier 2011     | 22 février 2011    |
| 8  | 8a  | L'Émisson de télé                     | Hooray for Hamsterwood                          | 10 janvier 2011    | 22 février 2011    |
| 8  | 8b  | Milo et le Ninja                      | Milo Gets a Ninja                               | 17 janvier 2011    | 21 février 2011    |
| 9  | 9a  | Le Faux Malade                        | Dropsy!                                         | 24 janvier 2011    | 24 février 2011    |
| 9  | 9b  | Tout le monde m'aime                  | Fishing for Compliments: The Albert Glass Story | 31 janvier 2011    | 11 mars 2011       |
| 10 | 10a | L'Incroyable Milo                     | Big Fish                                        | 7 février 2011     | 13 mars 2011       |
| 10 | 10b | Oscar gothique                        | The Dark Side of the Fish                       | 14 février 2011    | 6 avril 2011       |
| 11 | 11a | Au boulot, Milo !                     | Dollars and Fish                                | 21 février 2011    | 13 avril 2011      |
| 11 | 11b | La Parade des Poissons                | Fish Floaters                                   | 25 février 2011    | 20 avril 2011      |
| 12 | 12a | Poisson-volant                        | Flying Fish                                     | 7 mars 2011        | 27 avril 2011      |
| 12 | 12b | Web-Clam                              | Two Clams in Love                               | 14 mars 2011       | 13 juin 2011       |
| 13 | 13a | Les Dangereuses Aventures de Milo     | Peopleing                                       | 1er avril 2011     | 27 juin 2011       |
| 13 | 13b | Le Héros écolo                        | Legend of the Earth Troll                       | 11 avril 2011      | 15 juillet 2011    |
| 14 | 14a | L'Attaque des parasites               | Parasite Fright                                 | 18 avril 2011      | 29 juillet 2011    |
| 14 | 14b | Le Retour de Pamela Hamster           | Pamela Hamsters Returns                         | 25 avril 2011      | 30 juillet 2011    |
| 15 | 15a | Le Permis de conduire                 | Riding in Cars with Fish                        | 16 mai 2011        | 7 août 2011        |
| 15 | 15b | Le Chapeau-Frigo de Milo              | Milo's Big Idea                                 | 23 mai 2011        | 14 août 2011       |
| 16 | 16a | Mascotastrophe                        | Mascotastrophe                                  | 13 juin 2011       | 17 août 2011       |
| 16 | 16b | Oscar du meilleur présentateur        | Good Morning, Freshwater                        | 20 juin 2011       | 7 octobre 2011     |
| 17 | 17a | Journal d'un poisson perdu            | Diary of a Lost Fish                            | 19 septembre 2011  | 14 octobre 2011    |
| 17 | 17b | L'Esprit d'équipe                     | We've Got Fish Spirit                           | 26 septembre 2011  | 21 octobre 2011    |
| 18 | 18a | Cours, Oscar, Cours !                 | Run, Oscar, Run                                 | 3 octobre 2011     | 28 octobre 2011    |
| 18 | 18b | Tous au parc !                        | Good Times at Pupu Goodtimes                    | 10 octobre 2011    | 11 novembre 2011   |
| 19 | 19a | Mariage royal                         | Oscar Makes an Impression                       | 17 octobre 2011    | 18 novembre 2011   |
| 19 | 19b | Bulles School Musical                 | Fish School Musical                             | 24 octobre 2011    | 25 novembre 2011   |
| 20 | 20a | Le Bal de promo                       | Employee Discount                               | 31 octobre 2011    | 2 décembre 2011    |
| 20 | 20b | Le Grand Concours de Talents          | Fish Talent Show                                | 7 novembre 2011    | 7 mars 2012        |

### Deuxième saison (2011-2013)
| №  | #   | Titre français                   | Titre original                         | Première diffusion | Première diffusion                  |
| -- | --- | -------------------------------- | -------------------------------------- | ------------------ | ----------------------------------- |
| 21 | 1a  | Halloween                        | Halloween Hall                         | 14 novembre 2011   | 28 mars 2012                        |
| 21 | 1b  | Béa... Tissimine                 | Bea's Commercial                       | 21 novembre 2011   | 14 mars 2012                        |
| 22 | 2a  | Le Secret de Steve Jackson       | Hairnoid                               | 28 novembre 2011   | 21 mars 2012                        |
| 22 | 2b  | Un amour de poisson-chat         | Adventures of Fish Sitting             | 5 décembre 2011    | 21 mars 2012                        |
| 23 | 3a  | Musique interdite                | Banned Band                            | 12 décembre 2011   | 2 avril 2012                        |
| 23 | 3b  | Milo et le Poisson-Noël          | Merry Fishmas, Milo                    | 16 janvier 2012    | 2 avril 2012                        |
| 24 | 4a  | Non coupable !                   | Milo on the Lam                        | 23 janvier 2012    | 2 avril 2012                        |
| 24 | 4b  | Retour vers le passé             | Break Up Shake Down                    | 30 janvier 2012    | 2 avril 2012                        |
| 25 | 5a  | Béa et Hank                      | Just One of the Fish                   | 6 février 2012     | 4 mai 2012                          |
| 25 | 5b  | Le Yéti Homard                   | Rock Lobster Yeti                      | 13 février 2012    | 4 mai 2012                          |
| 26 | 6a  | Silence, on tourne !             | Spoiler Alert                          | 5 mars 2012        | 4 mai 2012                          |
| 26 | 6b  | Quiproquos                       | Bea Dates Milo                         | 12 mars 2012       | 4 mai 2012                          |
| 27 | 7a  | L'Admiratrice secrète d'Oscar    | Oscar's Secret Admirer                 | 19 mars 2012       | 29 juin 2012                        |
| 27 | 7b  | L'Anniversaire de Clamantha      | Sixteen Clamandles                     | 26 mars 2012       | 29 juin 2012                        |
| 28 | 8a  | Un amour de poisson              | Send Me an Angel FIsh                  | 2 avril 2012       | 30 juin 2012                        |
| 28 | 8b  | Les Poissons-experts             | Science Fair Detective Mystery         | 2 avril 2012       | 6 juillet 2012                      |
| 29 | 9a  | Un poisson en couple             | Guys' Night Out                        | 4 mai 2012         | 13 juillet 2012 20 juillet 2012     |
| 29 | 9b  | La Fête des furets               | Bea Sneaks Out                         | 4 mai 2012         | 13 juillet 2012 20 juillet 2012     |
| 30 | 10a | Béa-droïde                       | Busy Bea: Rise of the Machines         | 27 juin 2012       | 13 juillet 2012 20 juillet 2012     |
| 30 | 10b | Être ou ne pas être chic         | So-fish-ticated                        | 27 juin 2012       | 13 juillet 2012 20 juillet 2012     |
| 31 | 11a | Les Nouveaux Colocataires de Béa | Milo and Oscar Move In                 | 4 juillet 2012     | 24 août 2012                        |
| 31 | 11b | Oscar le séducteur               | Oscar is a Playa                       | 4 juillet 2012     | 24 août 2012                        |
| 32 | 12a | Écailles et Paillettes           | Little Fish Sunshine                   | 13 juillet 2012    | 7 septembre 2012                    |
| 32 | 12b | La Croisière                     | All Fins on Deck                       | 13 juillet 2012    | 7 septembre 2012                    |
| 33 | 13a | Les Poissons-vaches              | Cattlefish, Ho!                        | 17 août 2012       | 14 septembre 2012 17 septembre 2012 |
| 33 | 13b | La Fête des frères               | Brothers' Day                          | 17 août 2012       | 14 septembre 2012 17 septembre 2012 |
| 34 | 14a | La Poupée hantée                 | Unfinished Doll Business               | 19 septembre 2012  | 15 septembre 2012 28 septembre 2012 |
| 34 | 14b | Jamais sans mon milkshake        | Milo's Magical Shake                   | 19 septembre 2012  | 15 septembre 2012 28 septembre 2012 |
| 35 | 15a | Nos voisines les araignées       | Spiders Bite                           | 28 septembre 2012  | 7 octobre 2012 26 octobre 2012      |
| 35 | 15b | Principale Béa                   | Principal Bea                          | 28 septembre 2012  | 7 octobre 2012 26 octobre 2012      |
| 36 | 16a | Petit Boulot et gros tracas      | Fish at Work                           | 21 septembre 2012  | 29 novembre 2012 30 novembre 2012   |
| 36 | 16b | Albert le Vampire                | Chicks Dig Vampires                    | 22 octobre 2012    | 29 novembre 2012 30 novembre 2012   |
| 61 | 17a | Monsieur Baldwin est amoureux    | Fish Lips Sink Ships                   | 29 octobre 2012    | 7 décembre 2012                     |
| 61 | 17b | Le Fabuleux Cadeau               | Bea's Birthday Surprise                | 19 novembre 2012   | 7 décembre 2012                     |
| 62 | 18a | Madame Craporrible               | Get a Yob!                             | 26 novembre 2012   | 15 février 2013 20 septembre 2013   |
| 62 | 18b | L'Exposé de sciences             | Fuddy Duddy Study Buddy                | 21 janvier 2013    | 15 février 2013 20 septembre 2013   |
| 63 | 19a | Le Complexe du poisson           | Fish Flakes                            | 28 janvier 2013    | 28 juin 2013 16 août 2013           |
| 63 | 19b | Les Olympiades des grands-mères  | Super Extreme Grandma Games to the Max | 4 février 2013     | 28 juin 2013 16 août 2013           |
| 64 | 20a | L'Incroyable Histoire de Koi     | Koi Story                              | 11 février 2013    | 13 septembre 2013                   |
| 64 | 20b | Sacrée descente !                | See Bea Ski                            | 18 février 2013    | 13 septembre 2013                   |
| 65 | 21a | L'Invasion des saumons           | Night At The Loxbury                   | 25 février 2013    | 27 septembre 2013                   |
| 65 | 21b | Le Bal de Promo                  | Fish Prom                              | 4 mars 2013        | 19 octobre 2013                     |

### Troisième saison (2013-2014)
| №  | #  | Titre français         | Titre original                         | Première diffusion |
| -- | -- | ---------------------- | -------------------------------------- | ------------------ |
| 66 | 1  | Milo vs. Milo          | Milo vs. Milo                          | 11 mars 2013       |
| 67 | 2  | La Leçon de natation   | Everything but the Chicken Sink        | 18 mars 2013       |
| 68 | 7  | Erreur !               | South Pafishic                         | 25 mars 2013       |
| 69 | 8  | Conflits du passé      | Unresolved Fishues                     | 8 avril 2013       |
| 70 | 9  | Suivre la voix         | Freshwater Five-O                      | 9 avril 2013       |
| 71 | 10 | Titre français inconnu | Glass Stand                            | 16 avril 2013      |
| 72 | 11 | La Demande             | Labor of Love                          | 23 avril 2013      |
| 73 | 12 | Le Vieux Bébé          | Assignment: Babies                     | 30 avril 2013      |
| 74 | 13 | Titre français inconnu | Hare and Back Again                    | 18 septembre 2013  |
| 75 | 14 | Titre français inconnu | Milo's Pony                            | 25 septembre 2013  |
| 76 | 15 | Brandon Bubulle        | The Brandon Bubble                     | 2 octobre 2013     |
| 77 | 16 | Suprême Pizza          | Jocktopizza                            | 9 octobre 2013     |
| 78 | 17 | La Grande Course       | Hats Amore!                            | 16 octobre 2013    |
| 79 | 18 | Titre français inconnu | Camp Camp                              | 23 octobre 2013    |
| 80 | 19 | Vive les algues        | Algae Day                              | 30 octobre 2013    |
| 81 | 20 | Titre français inconnu | Bea Saves a Tree                       | 13 novembre 2013   |
| 82 | 21 | Titre français inconnu | Surfing the Interwet                   | 20 novembre 2013   |
| 83 | 22 | Titre français inconnu | Don't Let the Fish Drive the Party Bus | 13 mars 2014       |
| 84 | 23 | Titre français inconnu | Milo in a Cup                          | 27 mars 2014       |
| 85 | 24 | Titre français inconnu | Fish Taco                              | 10 avril 2014      |
| 86 | 25 | Titre français inconnu | Pool Party Panic                       | 24 avril 2014      |
| 87 | 26 | Poissons volants       | Brothers of a Feather                  | 8 mai 2014         |
| 88 | 27 | Titre français inconnu | Freshwater Lives                       | 22 mai 2014        |
| 89 | 28 | Titre français inconnu | The Big Woo                            | 17 juillet 2014    |